# Tugulym
Tugulym (in russo Тугулым?) è un insediamento di tipo urbano dell'oblast' di Sverdlovsk, in Russia; è il centro amministrativo del distretto Tugulymskij.
Si trova nel sud-est della regione di Sverdlovsk, 248 km a est di Ekaterinburg e 56 km a ovest di Tjumen'.